# Orbatak
Orbatak es un videojuego desarrollado y distribuido por American Laser Games para los arcades. Se anunció una versión para 3DO, pero nunca fue lanzada.

## Jugabilidad
La jugabilidad de Orbatak consiste en controlar esferas usando una bola de seguimiento para luchar contra las demás esferas.

## Recepción
Next Generation reseñó la versión de arcade del juego calificándola con tres estrellas de cinco y señalando que «American Laser Games debería ser felicitado por Orbatak; es un cambio fresco del flujo enloqucedor de juegos de manejo, lucha y disparos».